# ラウラ鉱
ラウラ鉱またはローライト(Laurite)は、化学式RuS2のルテニウムの硫化鉱物である。立方晶に結晶化し、黄鉄鉱グループに分類される。希少であるが、世界中の多くの場所で産出する。
モース硬度は7.5で、比重は6.43である。ルテニウムの代わりにオスミウム、ロジウム、イリジウム、鉄を含むことがある。硫黄はジスルフィドイオンS2−
2として存在するため、ルテニウムは、Ru(II)の酸化状態となる。

## 発見と発生
1866年にマレーシアのボルネオ島で発見され、アメリカ合衆国の化学者チャールズ・A・ジョイの妻であるラウリーの名前に因んで命名された。超苦鉄質岩の層状貫入岩内及びそれらに由来する堆積岩の漂砂鉱床で生じる。共生鉱物には、クーパー鉱、ブラジャイト、砒白金鉱、その他の白金族元素の鉱物及びクロム鉄鉱がある。
合成RuS2は、反応性の高い水素化脱硫の触媒となる。